# Jonggi Manulus
Jonggi Manulus is een bestuurslaag in het regentschap Toba Samosir van de provincie Noord-Sumatra, Indonesië. Jonggi Manulus telt 410 inwoners (volkstelling 2010).